# Дімітрі Хундадзе
Дімітрі Хундадзе (груз. დიმიტრი ხუნდაძე; нар. 30 жовтня 1968) — грузинський лікар і політик.
Дімітрі  Хундадзе народився 30 листопада 1968 року в Мцхеті, Грузинської РСР, яка тоді входила до складу Радянського Союзу. Він проходив строкову військову службу з 1987 по 1989 рік і закінчив педіатричний факультет Тбіліської медичної академії (ТМА) у 1996 році. Потім він навчався в аспірантурі ТМА до 1998 року.
З 2001 по 2012 рік Хундадзе працював лікарем в університетській лікарні імені С. Хечінашвілі.
Хундадзе є членом грузинської проєвропейської політичної партії «Грузинська мрія». У 2012 році Хундадзе був обраний депутатом парламенту Грузії 8-го скликання, перемігши від Мцхети на парламентських виборах у Грузії. Він був переобраний на парламентських виборах у Грузії у 2016 році та парламентських виборах у Грузії у 2020 році.